# Episodi di Malibu Country
La prima e unica stagione della serie televisiva Malibu Country è stata trasmessa dal canale televisivo statunitense ABC dal 2 novembre 2012 al 22 marzo 2013.
In Italia la stagione viene trasmessa dal 14 febbraio 2025 su Canale 21 in versione sottotitolata.
| nº | Titolo originale          | Prima TV USA     | Prima TV Italia  |  |
| -- | ------------------------- | ---------------- | ---------------- |  |
| 1  | Pilot                     | 2 novembre 2012  | 14 febbraio 2025 |  |
| 2  | Baby Steps                | 9 novembre 2012  | 21 febbraio 2025 |  |
| 3  | Shell Games               | 16 novembre 2012 | 7 marzo 2025     |  |
| 4  | Cash's Car                | 23 novembre 2012 | 14 marzo 2025    |  |
| 5  | Not with My Daughter      | 30 novembre 2012 | 21 marzo 2025    |  |
| 6  | Bro Code                  | 7 dicembre 2012  | inedita          |  |
| 7  | Merry Malibu Christmas    | 14 dicembre 2012 | inedita          |  |
| 8  | Push Comes to Shove       | 4 gennaio 2013   | inedita          |  |
| 9  | Cold Shower               | 11 gennaio 2013  | inedita          |  |
| 10 | Easy Money                | 18 gennaio 2013  | inedita          |  |
| 11 | Based on a True Story     | 1º febbraio 2013 | inedita          |  |
| 12 | Adventures in Babysitting | 8 febbraio 2013  | inedita          |  |
| 13 | Babies Having Babies      | 15 febbraio 2013 | inedita          |  |
| 14 | Bowling for Mama          | 22 febbraio 2013 | inedita          |  |
| 15 | Oh Brother                | 1º marzo 2013    | inedita          |  |
| 16 | Marriage, Malibu Style    | 8 marzo 2013     | inedita          |  |
| 17 | New Plans                 | 15 marzo 2013    | inedita          |  |
| 18 | All You Single Ladies     | 22 marzo 2013    | inedita          |  |